# Henri Boucherat
Pour les articles homonymes, voir Boucherat.
Henri Joseph Boucherat, né le 5 janvier 1851 à Noyers (Yonne) et mort à Sauvigny-le-Bois (Yonne) le 3 novembre 1914, est un journaliste, auteur dramatique et chansonnier français.

## Biographie
Fils d'un charron de Noyers devenu carrossier à Paris, Henri Boucherat est d'abord un journaliste spécialisé dans la finance. Directeur-gérant du Journal des rentes et valeurs, de la Cote internationale des coupons et de la Cote Bleue, ce n'est que parallèlement à ses activités boursières qu'il deviendra auteur dramatique et chansonnier.
Il est inhumé ainsi que son épouse (née Jeanne Léonie Loiseau à Chaumont le 12 mai 1860 et décédée à Paris 9e le 5 avril 1929) au cimetière du Père-Lachaise.

## Œuvres
Théâtre
- 1884 : Mon ami Pierrot, revue de l'année 1884 en 1 acte, avec Philippe Lamarque, à l'Alcazar d'Hiver (15 décembre)
- 1885 : Théodora à Montluçon, parodie en 1 acte et 8 tableaux du drame de Victorien Sardou, avec Guillaume Livet, musique d'Alfred Patusset, à l'Alcazar d'Hiver (7 février)
- 1886 : Lohengrin à l'Alcazar, parodie en 1 acte et 3 tableaux de l'opéra de Richard Wagner, livret de Louis Le Bourg et Henri Boucherat, musique d'Alfred Patusset, Alcazar d'hiver (26 février)
- 1888 : La Tour, autour et alentour, revue de fin d'année, avec Philippe Lamarque, au théâtre Beaumarchais (1er décembre)
- 1891 : Les Vautours de la vertu, drame lyrique en 6 tableaux, avec Philippe Lamarque, musique de Louis Goudesone, au Concert Parisien (14 mars)
- 1896 : Les Vierges au chahut, opérette chorégraphique en 1 acte, avec Benjamin Lebreton et Henry Moreau, musique d'Émile Duhem et Émile Cambillard, au Concert Trianon (12 juin)
- 1897 : Le Petit Don Juan, opéra comico-héroïque, traduction presque française avec des vers trop libres, avec Henry Moreau, musique de Laurent Halet, au Parisiana (27 mars)
- 1897 : La Revue chaste, revue en 2 actes et 4 tableaux, avec Henry Moreau, musique de Gaston Habrekorn, au Divan Japonais (26 août)
- 1897 : Pigeonne, pige-moi ça !, revue en 1 acte, avec Georges Touzé, au Concert de la Pigeonne (30 novembre)
- 1897 : Frédégonde, parodie en 1 acte de l'opéra de Camille Saint-Saëns et Ernest Guiraud, avec Henry Moreau, musique de Gaston Habrekorn, au Divan japonais (24 décembre)
- 1898 : Paris en revue, revue en 2 actes, musique de Gaston Habrekorn, au Divan japonais (19 février)
- 1898 : Le Diable au moulin, opérette en 1 acte, avec Henry Moreau
- 1898 : Y a pas d'erreur, revue en 2 actes et 4 tableaux, avec Henry Moreau, à Ba-Ta-Clan (23 décembre)
- 1900 : Le Médjidié, vaudeville en 1 acte, avec Henry Moreau, à Ba-Ta-Clan (26 janvier)
- 1900 : Ohé ! la Province !, vaudeville-revue en 1 acte et 2 tableaux, avec Henry Moreau, au Concert Parisien (31 août)

Chansons
- 1898 : Métempsycose ! Lettre à une parisienne, chanson, musique de Laurent Halet
- 1898 : Filles d'Arles ! Souvenirs de Province, chanson, avec Jules Gaillard, musique d'Étienne Jacquier
- 1898 : Paris fêtard !, chanson, musique de Laurent Halet